# Liberty (Illinois)
Liberty – wieś w USA, w stanie Illinois, w hrabstwie Adams. Według spisu z 2000 roku, wioskę zamieszkuje 519 osób.

## Geografia
Wioska zajmuje powierzchnię 1 km², całość stanowi ląd.

## Historia
Wieś jest pozostałością osady założoną przez sekcję 28 dowodzoną przez Daniela Lile wiosną 1822 roku. Pierwszym kaznodzieją był George Wolfe wyznania Dunkard. Pierwszy młyn został wybudowany przez Daniela Lile. Pierwsze małżeństwo zawarte zostało między Jacobem Waggle a Panną Hunsaker. Dziecko pana Kimbrick pierwsze się urodziło i zmarło w wiosce. Pierwszym burmistrzem był David Wolfe.

## Demografia
Według spisu z 2000 roku wioskę zamieszkuje 519 osób skupionych w 212 gospodarstwach domowych, tworzących 159 rodzin. Gęstość zaludnienia wynosi 541,6 osoby/km². W wiosce znajdują się 231 budynki mieszkalne, a ich gęstość występowania wynosi 241,1 mieszkania/km². Wioskę zamieszkuje 99,81% ludności białej, 0,19% rdzennych Amerykanów (czyli 1 osoba). Hiszpanie lub Latynosi stanowią 0,19% populacji (czyli 1 osoba).
W wiosce są 212 gospodarstwa domowe, w których 30,7% stanowią dzieci poniżej 18 roku życia żyjących z rodzicami, 58% stanowią małżeństwa, 13,2% stanowią kobiety nie posiadające męża oraz 25% stanowią osoby samotne. 22,2% wszystkich gospodarstw domowych składa się z jednej osoby oraz 14,2% żyjących samotnie ma powyżej 65 roku życia. Średnia wielkość gospodarstwa domowego wynosi 2,45 osoby, natomiast rodziny 2,79 osoby.
Przedział wiekowy kształtuje się następująco: 23,7% stanowią osoby poniżej 18 roku życia, 10,4% stanowią osoby pomiędzy 18 a 24 rokiem życia, 25,4% stanowią osoby pomiędzy 25 a 44 rokiem życia, 27,7% stanowią osoby pomiędzy 45 a 64 rokiem życia oraz 12,7% stanowią osoby powyżej 65 roku życia. Średni wiek wynosi 38 lat. Na każde 100 kobiet przypada 95,8 mężczyzn. Na każde 100 kobiet powyżej 18 roku życia przypada 86,8 mężczyzn.
Średni dochód dla gospodarstwa domowego wynosi 36 417 dolarów, a dla rodziny wynosi 39 773 dolarów. Dochody mężczyzn wynoszą średnio 31 071 dolarów, a kobiet 20 962 dolarów. Średni dochód na osobę w mieście wynosi 16 565 dolarów. Około 10,7% rodzin i 12,2% populacji miasta żyje poniżej minimum socjalnego, z czego 9,8% jest poniżej 18 roku życia i 40,7% powyżej 65 roku życia.